# Pancreatoblastoma
El pancreatoblastoma es un tipo de cáncer embrionario que afecta al páncreas y se presenta principalmente en la infancia. Tienen mejor pronóstico que la variedad más común de cáncer de páncreas, el adenocarcinoma.

## Incidencia
Es un trastorno poco habitual, se presenta menos de un caso al año por cada millón de habitantes, la mayor parte en niños de menos de 5 años. Representa menos del 0.5 % del total de tumores malignos que se originan en el páncreas. En ocasiones se asocia al síndrome de Beckwith-Wiedemann y a la poliposis adenomatosa familiar.

## Síntomas
Los síntomas iniciales no son específicos y consisten en la aparición de dolor abdominal, diarrea, vómitos y la presencia de una masa en el abdomen que puede palparse. Si el proceso está más avanzado puede extenderse localmente al hígado, pulmón o ganglios linfáticos regionales.

## Pronóstico
El pronóstico en general es bueno en niños si el tumor está localizado y puede extirparse en su totalidad. Cuando se produce extensión a otros órganos el pronóstico empeora considerablemente, pues el tumor se comporta de forma agresiva. Los casos que afectan a adultos tienen peores expectativas de vida.

## Tratamiento
El tratamiento se basa en la cirugía, recomendándose por lo general una pancreatectomía. También se emplea la quimioterapia y radioterapia.